# Municipio de Tenampa
El municipio de Tenampa es uno de los 212 municipios que integran el estado mexicano de Veracruz. Está conformado por 14 localidades y su cabecera municipal es Tenampa. El Censo de Población y Vivienda 2010 del Instituto Nacional de Estadística y Geografía (INEGI) registró una población total en el municipio de 6247 habitantes.

## Generalidades
El nombre Tenampa proviene del náhuatl Tenam-pan, «en los muros o lugar amurallado». Durante la Conquista, los españoles nombraron a la población «Xampala-Tenampa». En 1868, Tenampa formó parte del cantón de Huatusco, sin embargo, la Ley Orgánica del Municipio Libre (15 de enero de 1918) ya consideraba a Tenampa como municipio. Se localiza entre los paralelos 19°13′ y 19°18′ latitud norte, los meridianos 96°45′ y 96°55′ longitud oeste y a una altitud que varía entre los 400 y los 1200 metros. Limita al norte con los municipios de Totutla y Tlaltetela, al oeste con Totutla, al sur con Tlaltetela y Totutla y al este con Tlaltetela.
Por otra parte, de acuerdo con el INEGI, los climas predominantes son el «semicálido húmedo con abundantes lluvias en verano», «cálido subhúmedo con lluvias de verano, de mayor humedad» y «cálido subhúmedo con lluvias en verano, de humedad media». El municipio tiene un rango de temperaturas que va de los 18 a los 24 °C y uno de precipitación de 1100 a 1600 mm. Por otra parte, ocupa un total de 65.3 kilómetros cuadrados, lo que representa el 0.09 % del total estatal. Se encuentra aproximadamente a 30 kilómetros por carretera de la capital del Estado.

## Municipalidad
Según la Ley Orgánica del Municipio Libre de Veracruz, los municipios cuentan con «personalidad jurídica y patrimonio propios, [y] será gobernado por un Ayuntamiento». Para la elección de diputados al Congreso de Veracruz, el municipio se ubica dentro del distrito electoral XIV, cuya cabecera es Huatusco. Asimismo, para la elección de diputados al Congreso de la Unión, Tenampa se encuentra integrado en el distrito electoral XIII de Veracruz. El municipio está conformado por un total de 14 localidades, todas rurales.

### Demografía
De acuerdo con los datos del Censo de Población y Vivienda 2010 del INEGI, Tenampa tenía un total de 6247 habitantes. Por sus 65.3 kilómetros cuadrados de superficie, el municipio tenía en ese año una densidad de población de 95.7 habitantes por kilómetro cuadrado. Del total de población, 3053 eran hombres —48.87 %— y 3194 mujeres —51.13 %—. Respecto a grupos de edad, 1913 pertenecían a la población de 0 a 14 años, 3930 a la de 15 a 64 años y 401 a la de 65 años y más. La población del municipio representaba el 0.08 % del total de Veracruz. y de las 14 localidades, una mayoría (siete) tenía entre uno y 249 habitantes; tres contaban con entre 250 y 499, dos con entre 500 y 999 y dos con entre 1000 y 2499. La cabecera municipal tenía 1949 habitantes, por lo que el resto de las localidades albergaban 4298 personas. Junto con Tenampa, las localidades más habitadas eran: El Coyolito (1103 habitantes), El Súchil (917 habitantes), Colonia San José (525 habitantes) y Santa Rita (459 habitantes).
| Evolución de la población del municipio de Tenampa (1995-2030) |
| |
| Población según los Censos Generales y Conteos de Población y Vivienda Proyecciones de la población de los municipios (2010-2030) Fuente: Instituto Nacional de Estadística y Geografía y Comisión Nacional de Vivienda. |